# Karl Linke
Karl Linke (ur. 10 stycznia 1900 w Görsdorf, zm. 16 maja 1961 w Zittau) – wschodnioniemiecki generał, szef wywiadu wojskowego NRD.

## Życiorys
Pochodzenie robotnicze. Uczęszczał do szkoły podstawowej i publicznej (1906–1914). Praktykował i pracował jako tkacz (1914–1918). Był członkiem Socjalistycznej Młodzieży Robotniczej (Sozialistische Arbeiterjugend - SAJ Austria) (1915). Został wcielony do austriackiej służby wojskowej (1918), przebywając w niewoli włoskiej. Czł. Niezależnej Socjaldemokratycznej Partii Niemiec (Unabhängige Sozialdemokratische Partei Deutschlands - USPD), następnie Komunistycznej Partii Czechosłowacji (Komunistická strana Československa - KSČ) (1924–1930). Pracownik robót ziemnych w Senftenbergu (1919–1921), w Czechach (1921–1929), i w charakterze tkacza w Grottau (1924–1930), również jako przywódca strajku (1927-1928). Wykonywał funkcję kurierską dla Niemieckiej Partii Komunistycznej (Kommunistische Partei Deutschlands - KPD). Współpracował z Ilustrowaną Gazetą Pracowniczą (Arbeiter-Illustrierte-Zeitung - AIZ). Został aresztowany za nielegalne fotografowanie w hucie Vitkovice w Ostrawie. Od 1930 przebywał w ZSRR pracując w charakterze mistrza tkactwa (1930–1934) i górnika w Moskwie (1935–1937). Był członkiem KPZR (1930–1951). Zatrudniono go w Komisariacie Ludowym Przemysłu Lekkiego (Народный комиссариат легкой промышленности) (1938), później w Izbie Gospodarczej (1939–1941). Okres II wojny światowej spędził w szeregach Armii Czerwonej (1941–1945), uczestnicząc w operacjach spadochronowych na niemieckim zapleczu w okolicach Homla, pełniącego funkcję komisarza i sekretarza partii oddziału partyzanckiego „Igor” (1942) jak i w powstaniu narodowym na Słowacji (1944). W 1945 powrócił do Moskwy.
W 1946 udał się do Czechosłowacji. Kontynuował pracę mistrza tkackiego w Hrádku nad Nisou (1946–1949). W 1949 przeprowadził się do Berlina, najpierw pełniąc funkcję tłumacza w Radzieckiej Komisji Kontroli w Niemczech (Sowjetische Kontrollkommission in Deutschland - SKK), następnie pracownika Państwowej Komisji Planowania NRD (Staatliche Plankommission - SPK) (1950), szefa sekretariatu oraz osobistego asystenta I zastępcy przewodniczącego SPK (1951-1952). W 1951 uzyskał obywatelstwo NRD. Został członkiem SED. Uczestniczył w militaryzacji NRD, będąc najpierw funkcjonariuszem Skoszarowanych Oddziałów Policji Ludowej NRD (Kasernierte Volkspolizei - KVP) (1952-) i pierwszym szefem Wywiadu Wojskowego NRD (1952–1957) w stopniu generała majora. Za brak czujności (zastępca jak i jego gospodyni domowa zbiegli do RFN), zdegradowany do stopnia pułkownika i przeniesiony do rezerwy z zakazem przebywania w Berlinie (1957), po czym zamieszkał w Zittau.